# Fleuré (Vienne)
Pour les articles homonymes, voir Fleuré.
Fleuré est une commune du Centre-Ouest de la France, située dans le département de la Vienne en région Nouvelle-Aquitaine.

## Géographie

### Localisation
Commune de 1 000 habitants située à 18 km au sud-est de Poitiers.

### Communes limitrophes
| Savigny-Lévescault | Tercé  |             |
| Nieuil-l'Espoir    | Fleuré | Valdivienne |
| Vernon             | Dienné | Lhommaizé   |

### Géologie et relief
Pays de plaine et bocage au sous-sol argilo-marneux.
Le paysage de bocage dans le département de la Vienne se caractérise par des champs cultivés ou des prés  enclos par des haies avec des alignements plus ou moins continus d'arbres et arbustes. Ces haies si caractéristiques contribuent à une meilleure qualité des eaux, permettent son infiltration et protègent ainsi contre l'érosion des sols. Elles constituent des zones de refuge pour la biodiversité. Elles ont, aussi, un rôle de régulation climatique et de nombreux intérêts agronomiques (brise vent, protection du bétail...).
Le sol de Fleuré contient des argiles de plusieurs natures. Les unes ont été extraites du sous sol pour réaliser les briques réfractaires sous la marque "Château Bonadière"
Plus tard, la terre extraite, a été expédiée dans différentes zones de production de céramique. Elle a servi pour les calages des pièces de céramique. Il s'agit de la « terre à gazette », argile de médiocre qualité, mais dont les caractéristiques réfractaires sont satisfaisantes pour former des cylindres de 2 cm de diamètre et de 10 à 15 cm de longueur.
On note la présence de plusieurs zones dites de gouffres qui aspirent l'eau des pluies d'automne et de printemps.
Le terroir, situé sur les plateaux du seuil du Poitou, se compose donc :
- pour 53 % de terres fortes,
- pour 38 % de bornais (ce sont des sols brun clair sur limons, profonds et humides, à tendance siliceuse),
- pour 9 % de terre de brandes.

En 2006, 89 % de la superficie de la commune était occupée par l'agriculture, 8,4 % par des forêts et des milieux semi-naturels et 2,6 % par des zones construites et aménagées par l'homme (voirie).

### Climat
Pour des articles plus généraux, voir Climat de la Nouvelle-Aquitaine et Climat de la Vienne.
Historiquement, la commune est exposée à un climat océanique du nord-ouest.  
En 2020, Météo-France publie une typologie des climats de la France métropolitaine dans laquelle la commune est exposée à un climat océanique altéré et est dans la région climatique  Poitou-Charentes, caractérisée par un bon ensoleillement, particulièrement en été et des vents modérés.
Pour la période 1971-2000, la température annuelle moyenne est de 11,7 °C, avec une amplitude thermique annuelle de 14,9 °C. Le cumul annuel moyen de précipitations est de 780 mm, avec 11,1 jours de précipitations en janvier et 6,7 jours en juillet. Pour la période 1991-2020, la température moyenne annuelle observée sur la station météorologique la plus proche, située sur la commune de Biard à 19,92 km à vol d'oiseau, est de 12,2 °C et le cumul annuel moyen de précipitations est de 695,3 mm,. Pour l'avenir, les paramètres climatiques de la commune estimés pour 2050 selon différents scénarios d’émission de gaz à effet de serre sont consultables sur un site dédié publié par Météo-France en novembre 2022.

### Voies de communication et transports
La commune se situe au croisement des axes RN 147 (Poitiers - Limoges) et de la RD 2 (Chauvigny - Gençay).
Depuis 2011, une déviation à 2×2 voies au titre de la RCEA (route Centre-Europe Atlantique) a été mise en place. Le bourg de la commune est désormais d'un calme impressionnant. La vie locale a longtemps été cadencée par le rythme de la circulation intense qui y régnait. Ce changement de paradigme était à la fois craint (par les commerces) et souhaité par de nombreux habitants tant la pollution sonore était importante.
Les gares et les haltes ferroviaires proches de Fleuré sont :
- la gare de Mignaloux-Nouaillé à 9,7 km,
- la halte ferroviaire de Ligugé à 14,9 km,
- la halte d'Iteuil-Centre à 15,2 km,
- la gare de Lussac-les-Châteaux à 17,5 km,
- la gare de Poitiers à 18,3 km.

Les aéroports et aérodromes proches de Fleuré sont :
- l'aéroport de Poitiers-Biard à 20,2 km,
- l'aérodrome de Niort - Souché à 73 km.

## Urbanisme

### Typologie
Au 1er janvier 2024, Fleuré est catégorisée bourg rural, selon la nouvelle grille communale de densité à sept niveaux définie par l'Insee en 2022.
Elle est située hors unité urbaine. Par ailleurs la commune fait partie de l'aire d'attraction de Poitiers, dont elle est une commune de la couronne,. Cette aire, qui regroupe 97 communes, est catégorisée dans les aires de 200 000 à moins de 700 000 habitants,.

### Occupation des sols
L'occupation des sols de la commune, telle qu'elle ressort de la base de données européenne d’occupation biophysique des sols Corine Land Cover (CLC), est marquée par l'importance des territoires agricoles (86,4 % en 2018), en diminution par rapport à 1990 (87,5 %). La répartition détaillée en 2018 est la suivante : 
terres arables (59,8 %), zones agricoles hétérogènes (26,7 %), forêts (6,9 %), zones urbanisées (3,1 %), zones industrielles ou commerciales et réseaux de communication (2,1 %), milieux à végétation arbustive et/ou herbacée (1,5 %). L'évolution de l’occupation des sols de la commune et de ses infrastructures peut être observée sur les différentes représentations cartographiques du territoire : la carte de Cassini (XVIIIe siècle), la carte d'état-major (1820-1866) et les cartes ou photos aériennes de l'IGN pour la période actuelle (1950 à aujourd'hui).

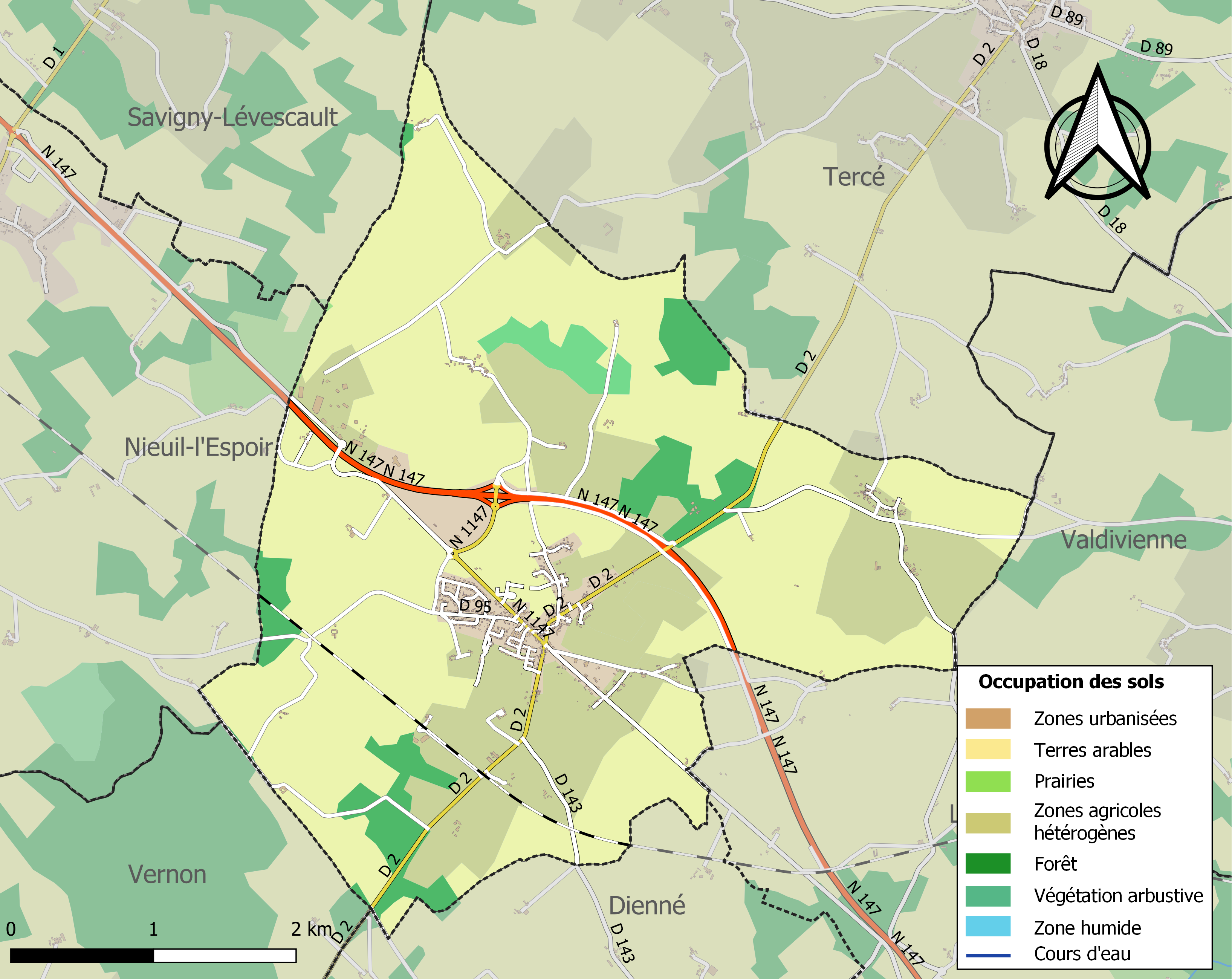
Carte des infrastructures et de l'occupation des sols de la commune en 2018 (CLC).

### Risques majeurs
Le territoire de la commune de Fleuré est vulnérable à différents aléas naturels : météorologiques (tempête, orage, neige, grand froid, canicule ou sécheresse), mouvements de terrains et séisme (sismicité modérée). Il est également exposé à deux risques technologiques,  le transport de matières dangereuses et le risque nucléaire. Un site publié par le BRGM permet d'évaluer simplement et rapidement les risques d'un bien localisé soit par son adresse soit par le numéro de sa parcelle.

#### Risques naturels

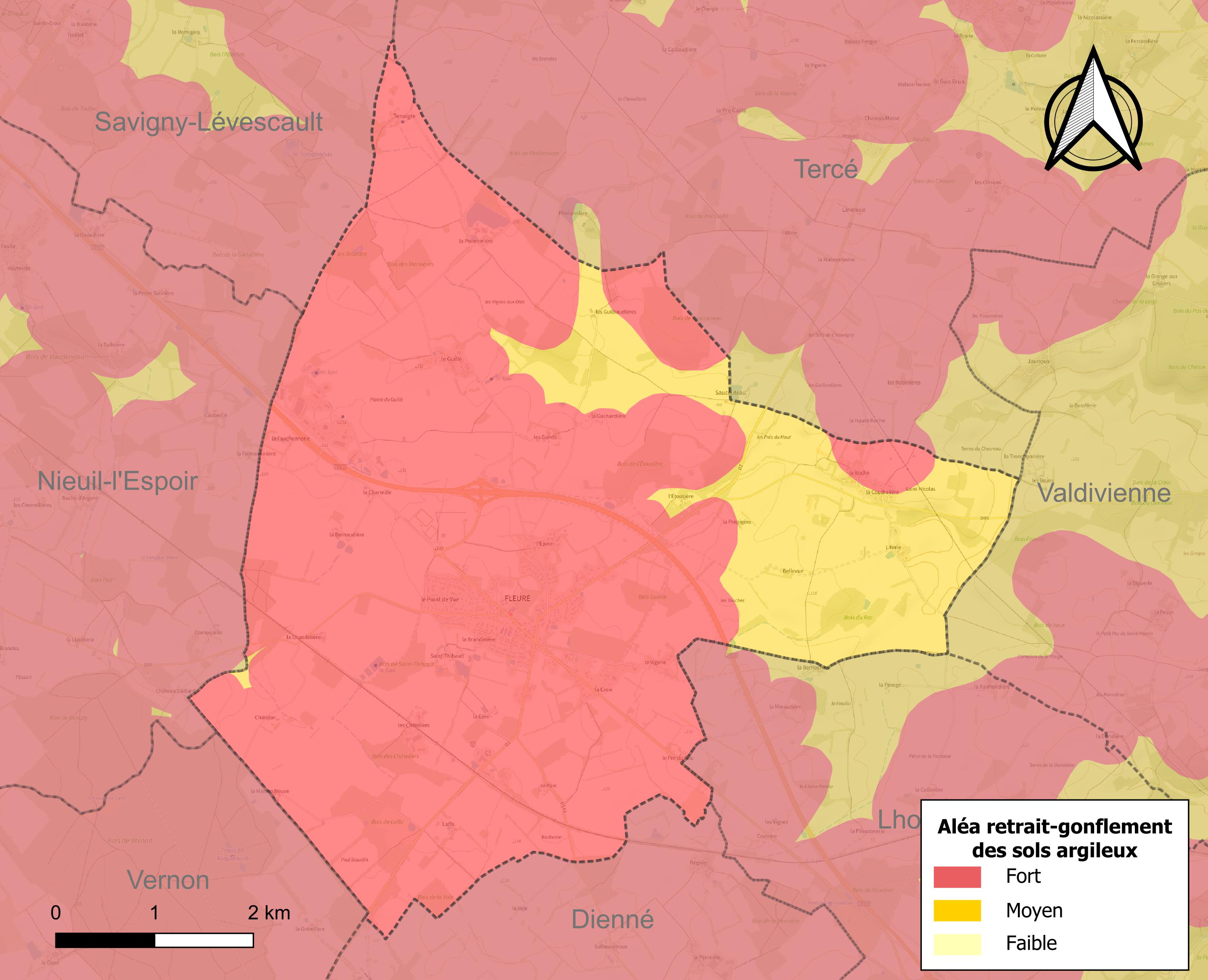
Carte des zones d'aléa retrait-gonflement des sols argileux de Fleuré.

Les mouvements de terrains susceptibles de se produire sur la commune sont des affaissements et effondrements liés aux cavités souterraines (hors mines) et des tassements différentiels. Afin de mieux appréhender le risque d’affaissement de terrain, un inventaire national permet de localiser les éventuelles cavités souterraines sur la commune. Le retrait-gonflement des sols argileux est susceptible d'engendrer des dommages importants aux bâtiments en cas d’alternance de périodes de sécheresse et de pluie. La totalité de la commune est en aléa moyen ou fort (79,5 % au niveau départemental et 48,5 % au niveau national). Depuis le 1er octobre 2020, en application de la loi ÉLAN, différentes contraintes s'imposent aux vendeurs, maîtres d'ouvrages ou constructeurs de biens situés dans une zone classée en aléa moyen ou fort,.
La commune a été reconnue en état de catastrophe naturelle au titre des dommages causés par les inondations et coulées de boue survenues en 1982, 1983, 1999 et 2010, par la sécheresse en 1989, 1992, 2003, 2005 et 2011 et par des mouvements de terrain en 1999 et 2010.

#### Risque technologique
La commune étant située dans le périmètre du plan particulier d'intervention (PPI) de 20 km autour de la centrale nucléaire de Civaux, elle est exposée au risque nucléaire. En cas d'accident nucléaire, une alerte est donnée par différents médias (sirène, sms, radio, véhicules). Dès l'alerte, les personnes habitant dans le périmètre de 2 km se mettent à l'abri. Les personnes habitant dans le périmètre de 20 km peuvent être amenées, sur ordre du préfet, à évacuer et ingérer des comprimés d’iode stable,,.

## Histoire
Fouilles préhistoriques réalisées dans les années 1950 sur le territoire de la commune par le professeur Étienne Patte.  Trouvailles dans plusieurs tumulus conservées au musée de Poitiers. Château dont la tradition orale rapporte qu'il aurait été le rendez-vous de chasse de Diane de Poitiers.
Fours à chaux[précision nécessaire]

### Seconde Guerre mondiale
Lors de la suppression de la ligne de démarcation le 1er mars 1943, des points de passage principaux sont conservés par l’Allemagne nazie, dont un à Fleuré sur la nationale 147.
ça se discute, le point de passage, était plutôt à la gare de Fleuré (passage à niveau).[précision nécessaire]
Le château a servi de Kommandantur et d'ailleurs, jusque dans les années 1960, les arbres du château gardaient la trace de nacelles (miradors) de surveillance de la route nationale.[réf. nécessaire]
Au cours de la seconde moitié du XXe siècle, Fleuré comportait une activité habituelle  pour un petit bourg rural, un maçon, un charron, un menuisier, deux maréchaux, un garage auto, quatre cafés (bistrots), deux épiceries, un marchand de tissus, un bureau de tabac-coiffeur, deux cordonniers, un marchand de céréales, un marchand d'engrais, une gare, une poste, un curé.

## Politique et administration

### Intercommunalité
Depuis 2015, Fleuré est dans le canton de Vivonne (no 18) du département de la Vienne. Avant la réforme des départements, Fleuré était dans le canton no 28 de La Villedieu-du-Clain dans la 2e circonscription.

### Liste des maires
| Période                                  | Période   | Identité             | Étiquette | Qualité           |
| ---------------------------------------- | --------- | -------------------- | --------- | ----------------- |
|                                          |           |                      |           |                   |
| mars 1989                                | mars 2001 | Guy Bertrand         |           |                   |
| mars 2001                                | mars 2008 | Michel Plat          | NPA       |                   |
| mars 2008                                | mars 2013 | Jean-Paul Sénéchault |           | mort en fonctions |
| 1er juin 2013                            | En cours  | Vivian Perroches     |           |                   |
| Les données manquantes sont à compléter. |           |                      |           |                   |

### Instances judiciaires et administratives
La commune relève du tribunal d'instance de Poitiers, du tribunal de grande instance de Poitiers, de la cour d'appel  Poitiers, du tribunal pour enfants de Poitiers, du conseil de prud'hommes de Poitiers, du tribunal de commerce de Poitiers, du tribunal administratif de Poitiers et de la cour administrative d'appel  de  Bordeaux, du tribunal des pensions de Poitiers, du tribunal des affaires de la Sécurité sociale de la Vienne, de la cour d’assises de la Vienne.

### Services publics
Les réformes successives de la Poste ont conduit à la fermeture de nombreux bureaux de poste ou à leur transformation en simple relais. Toutefois, la commune a pu maintenir le sien.

### Politique environnementale
Le territoire de la commune de Fleuré n’est concerné par aucun type de protection d’espaces naturels.

### Jumelage
Fleuré est jumelée depuis 1979 avec Wachtberg en Allemagne et depuis 2004 avec la ville italienne de Bernareggio.

## Population et société

### Démographie
L'évolution du nombre d'habitants est connue à travers les recensements de la population effectués dans la commune depuis 1793. Pour les communes de moins de 10 000 habitants, une enquête de recensement portant sur toute la population est réalisée tous les cinq ans, les populations de référence des années intermédiaires étant quant à elles estimées par interpolation ou extrapolation. Pour la commune, le premier recensement exhaustif entrant dans le cadre du nouveau dispositif a été réalisé en 2007.

En 2022, la commune comptait 1 108 habitants, en évolution de +4,63 % par rapport à 2016 (Vienne : +0,6 %, France hors Mayotte : +2,11 %).
| 1793 | 1800 | 1806 | 1821 | 1831 | 1836 | 1841 | 1846 | 1851 |
| ---- | ---- | ---- | ---- | ---- | ---- | ---- | ---- | ---- |
| 280  | 267  | 275  | 292  | 313  | 320  | 324  | 343  | 335  |

| 1856 | 1861 | 1866 | 1872 | 1876 | 1881 | 1886 | 1891 | 1896 |
| ---- | ---- | ---- | ---- | ---- | ---- | ---- | ---- | ---- |
| 339  | 298  | 320  | 348  | 334  | 375  | 419  | 425  | 435  |

| 1901 | 1906 | 1911 | 1921 | 1926 | 1931 | 1936 | 1946 | 1954 |
| ---- | ---- | ---- | ---- | ---- | ---- | ---- | ---- | ---- |
| 440  | 484  | 496  | 463  | 435  | 432  | 421  | 430  | 438  |

| 1962 | 1968 | 1975 | 1982 | 1990 | 1999 | 2006 | 2007  | 2012  |
| ---- | ---- | ---- | ---- | ---- | ---- | ---- | ----- | ----- |
| 468  | 423  | 433  | 633  | 745  | 802  | 978  | 1 003 | 1 035 |

| 2017  | 2022  | - | - | - | - | - | - | - |
| ----- | ----- | - | - | - | - | - | - | - |
| 1 050 | 1 108 | - | - | - | - | - | - | - |

En 2008, selon l’Insee, la densité de population de la commune était de 60 hab./km2 contre 61 hab./km2 pour le département, 68 hab./km2 pour la région Poitou-Charentes et 115 hab./km2 pour la France.
Les dernières statistiques démographiques pour la commune ont été fixées en 2009 et publiées en 2012. Il ressort que la mairie administre une population totale de 1 006 personnes. À cela il faut soustraire les résidences secondaires (onze personnes) pour constater que la population permanente sur le territoire de la commune est de 995 habitants.
La commune est proche de la communauté d’agglomération de Poitiers qui connait un certain dynamisme démographique puisque sa population s’est accrue de 1,32 % par an en moyenne sur la période 1999-2006 (Ce taux est de 0,7 % pour le département). Ceci illustre le constat démographique suivant : des zones rurales qui perdent de plus en plus d’habitants au profit d’une zone périurbaine autour de Poitiers et de Châtellerault. Cette vaste zone concentre 70 % de la population du département (soit environ 300 000 personnes) et 25 % des moins de 20 ans. En outre, en supposant le maintien des tendances démographiques depuis 1990, entre 2006 et 2020, la population de l’aire urbaine de Poitiers devrait s’accroître de + 16,5 %. La population de la commune devrait donc continuer à croitre.
La répartition par sexe de la population est la suivante selon l'Insee :
- en 1999: 52,8 % d'hommes et 47,2 % de femmes.
- en 2007: 50,4 % d'hommes et 49,6 % de femmes.
- en 2010: 50,0 % d'hommes pour 50,0 % de femmes.
- en 2011: 48,4 % d'hommes et 51,6 % de femmes.

Selon l'Insee :
- Le nombre de célibataires était de :
  - en 2007 : 32,1 %,
  - en 2011 : 34,1 %,
- Les couples mariés représentaient :
  - en 2007 : 60 % de la population,
  - en 2011 : 52,4 %,
- Les divorcés représentent :
  - en 2007 : 3,8 %,
  - en 2011 : 5,7 %,
- Le nombre de veuves et veufs était de :
  - en 2007 : 4,1 %,
  - en 2011 : 7,8 %.

Pourcentage d'habitants ayant plus de 60 ans (Insee) : en 2011: 20,6 %.

### Enseignement
La commune dépend de l'académie de Poitiers (rectorat de Poitiers) et son école primaire dépend de l'inspection académique de la Vienne. L'école accueille 138 élèves.

### Santé
L'EHPAD Saint-Thibault a été inauguré le 9 novembre 2010. C'est une structure de plain-pied, d'une capacité de 38 chambres dont 11 chambres sont réservées aux personnes atteintes de la maladie d'Alzheimer.

### Sport
- Fleuré dispose depuis les années 1930 d'un club de football au rayonnement départemental, le Football Club de Fleuré.
- Entre Clain et Miosson (ECM) est un club cantonal de gymnastique : la Baby Gym, la gymnastique artistique féminine ou masculine, la gymnastique rythmique, le trampoline, la teamgym, le parkour, la gymnastique de forme et santé (renforcement musculaire, step et gym douce). Affilié à la Fédération française de gymnastique, le club est détenteur du Label Petite Enfance, depuis 1996, du Label Qualité pour l'ensemble de ses activités, depuis 2011 et du Label Public Sénior depuis 2014.

## Économie

### Agriculture
Selon la direction régionale de l'Alimentation, de l'Agriculture et de la Forêt de Poitou-Charentes, il n'y a plus que 7 exploitations agricoles en 2010 contre 21 en 2000.
Les surfaces agricoles utilisées ont diminué et sont passées de 1 171 hectares en 2000 à 870 hectares en 2010. 32 % sont destinées à la culture des céréales (blé tendre essentiellement mais aussi du maïs), 13 % pour les oléagineux (tournesol) et 13 % pour le fourrage.
Les élevages de bovins et de volailles ont disparu en 2010 (respectivement: 326 têtes sur sept fermes en 2000 et 131 têtes sur onze exploitations).
L'activité a longtemps été rythmée par le travail de la terre, mi-élevage, mi-céréales. Le nombre d'exploitations a fortement diminué et celui des agriculteurs aussi.
Une équipe de chercheurs de la Vienne vient d'installer sur le territoire communal, en 2015, un élevage de mouches américaines « Black Soldier Fly ». Elle s'appuie sur les très bons résultats réalisés par une entreprise sud-africaine produisant de façon industrielle des larves de mouches, initiative récompensée par le prix de l'innovation décerné par les Nations unies en 2013. Destinées à l'alimentation animale, ces larves de mouches permettent non seulement de recycler des déchets d'abattoir et des déchets alimentaires mais elles pourraient aussi être utilisées pour produire des farines animales.

### Industries
Une zone industrielle gérée au titre de l'intercommunalité est structurée autour des transports Jammet, entreprise historique du secteur de la logistique en température dirigée.

### Commerce
En 2012, trois commerces existaient encore sur la commune de Fleuré : une station-service, une boulangerie et une épicerie.

### Activité et emplois
Le taux d'activité était de  77,3 % en 2007 et 72,8 % en 1999.
Le taux de chômage est de :
- en 1999 : 7,5 %.
- en 2007 : 4,3 %
- en 2011 : 7,8 %

Les retraités et les pré-retraités représentaient  16,6% de la population en 2007 et 14,4% en 1999.

## Culture locale et patrimoine

### Lieux et monuments
- L'église paroissiale Saint-Martin est construite au XIXe siècle[35]. Elle est inscrite à l'Inventaire général du patrimoine culturel[36]. Elle a été édifiée sur le site de l'ancienne église probablement romane mais dont l'état de délabrement faisait craindre l'éboulement. Le cimetière qui l'entourait a été transféré dans les années 1940-1950, les tombes ont été relevées (tradition orale).[réf. nécessaire]. Elle se présente sous la forme d'une croix latine avec un chevet plat. La nef est d'un seul vaisseau. Son architecte est Alcide Bouteaud. Dans le croisillon gauche de l'église se trouve une piéta. Elle est en terre cuite. Elle pourrait dater du XVIe siècle ou du XVIIe siècle.
- Près de l'église, à gauche en entrant dans l'église, est exposée une tombe du XIIe siècle. Elle est en bâtière et est ornée de damiers et à chaque extrémité. Une croix est inscrite dans un médaillon circulaire.
- La chapelle Saint-Thibault construite au XIXe siècle maintient le souvenir du prieuré Saint-Thibault qui dépendait de l'abbaye de Nouaillé-Maupertuis et qui a été vendu comme bien national à la Révolution[37]. La chapelle primitive était dédiée à saint Thibault ou saint Théobald. Elle existait encore en 1869. Elle abritait un autel de pierre reposant sur quatre piliers. Elle se situait près d'une source qui est, aujourd'hui, à sec. L'ancien prieuré a été  transformé en ferme pendant le XXe siècle et est aujourd'hui une résidence d'habitation.
- Une borne en pierre du XIXe siècle. Rare exemple de ce patrimoine utilitaire. Elle se trouve le long du chemin d'accès au stade. Elle a servi au moment du creusement de la route Limoges - Saumur sous Napoléon III.

### Équipement culturel
Une bibliothèque qui a ouvert ses portes en juin 2012. 
En 2019, grâce au festival Les Heures Vagabondes, la ville a accueilli la chanteuse canadienne Cœur de Pirate devant 12 000 spectateurs.